# Maison Pfeffel
La maison Pfeffel est un monument historique situé à Colmar, dans le département français du Haut-Rhin.

## Localisation
Ce bâtiment est situé au 15, rue Chauffour à Colmar.
Le portail donnant sur la rue Pfeffel est actuellement muré.

## Historique
Il s'agit de la maison de Théophile Conrad Pfeffel, qui y a fondé une académie militaire en 1773,.
Le portail du XVIIIe siècle, aujourd'hui muré, fait l'objet d'une inscription au titre des monuments historiques depuis le 18 juin 1929.